# Graeme Robson
Graeme Robson (* 5. Oktober 1958) ist ein neuseeländischer Badmintonspieler und -trainer.

## Karriere
Graeme Robson nahm als Aktiver dreimal und als Funktionär zweimal an den Commonwealth Games teil. Als Aktiver wurde er dabei 1982 in Brisbane Vierter mit dem neuseeländischen Team. Im Folgejahr siegte er bei den Austrian International im Mixed mit Toni Whittaker. Die French Open 1986 gewann er ebenfalls im Mixed, diesmal jedoch mit Julie McDonald an seiner Seite. Von 1983 bis 1989 nahm er an vier Badminton-Weltmeisterschaften teil, wobei er mit zwei Achtelfinalteilnahmen 1983 seine besten Ergebnisse erzielte. Nach seiner aktiven Laufbahn arbeitete er unter anderem als Badmintontrainer für das neuseeländische Nationalteam.

## Sportliche Erfolge
| Saison | Veranstaltung          | Disziplin    | Platz | Name                           |
| ------ | ---------------------- | ------------ | ----- | ------------------------------ |
| 1981   | Silver Bowl            | Herrendoppel | 1     | Mark Harry / Graeme Robson     |
| 1982   | Commonwealth Games     | Team         | 4     | Neuseeland                     |
| 1983   | Weltmeisterschaft      | Mixed        | 9     | Graeme Robson / Toni Whittaker |
| 1983   | Weltmeisterschaft      | Herrendoppel | 9     | Graeme Robson / Sze Yu         |
| 1983   | Austrian International | Mixed        | 1     | Graeme Robson / Toni Whittaker |
| 1986   | Silver Bowl            | Damendoppel  | 1     | Graeme Robson / Toni Whittaker |
| 1986   | French Open            | Mixed        | 1     | Graeme Robson / Julie McDonald |
| 1986   | New Zealand Open       | Herreneinzel | 1     | Graeme Robson                  |
| 1986   | New Zealand Open       | Mixed        | 1     | Graeme Robson / Toni Whittaker |
| 1987   | New Zealand Open       | Mixed        | 1     | Graeme Robson / Toni Whittaker |
| 1988   | New Zealand Open       | Mixed        | 1     | Graeme Robson / Toni Whittaker |
| 1989   | New Zealand Open       | Mixed        | 1     | Graeme Robson / Toni Whittaker |